# Olivier de Serres

## Olivier de Serres

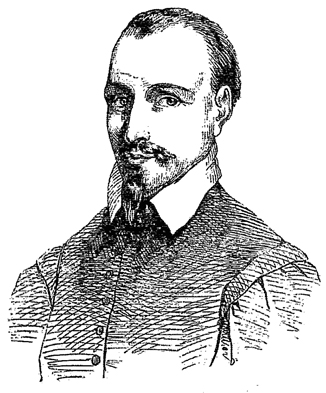
Olivier de Serres

Olivier de Serres (Villeneuve-de-Berg, 1539 - 1619) foi um autodidata francês reconhecido por ser um dos primeiros a estudar de maneira científica as técnicas agrícolas e o melhoramento de plantas de maneira experimental. Foi um protestante ativo e é considerado o pai da agronomia francesa devido ao tratado que escreveu: Théâtre d’Agriculture et mesnage des champs, que conteve 19 reedições de 1600 a 1675.  
1. Biografia
2. Obras
3. Referências

## Biografia
Nascido em 1539 numa família protestante em Villeneuve-de-Berg, Vivarais (hoje departamento das Ardèche). Vindo de uma família Huguenotes que fez fortuna no comércio de roupas; o que lhe proporcionou uma boa educação através de um professor particular. Completou sua formação com diversas viagens pela França, Itália, Alemanha e Suíça.
Possuía uma capacidade intelectual propícia dos huamanistas do Renascimento. Ao completar 19 anos estabeleceu-se em Pradel, onde realizou diversos experimentos agronômicos. Conseguiu assim obter o reconhecimento e respeito de seus familiares. Foi amigo de Claude Mollet (1563-1650), jardineiro de Enrique IV de Francia autor dos jardins de Saint-Germain-en-Laye, de Fontainebleau.
Foi o primeiro a trabalhar na extração de açúcar a partir da beterraba, chegando em um processo mais rentável. Em 1600 publicou o seu Théâtre d'Agriculture, primeiro tratado seriamente concebido, tendo como contraponto teórico a política agrária estabelecida por Enrique IV. 
Sua propriedade, localizada em Pradel, onde realizava experimentos agrícolas em suas plantações, foi arrasada durante as guerras religiosas de Richelieu (1585-1642). O reconhecimento da importância de sua obra chegou de forma tardia; somente em 1804 ergueu-se um monumento à sua memória, na cidade de Villeneuve-de-Berg.

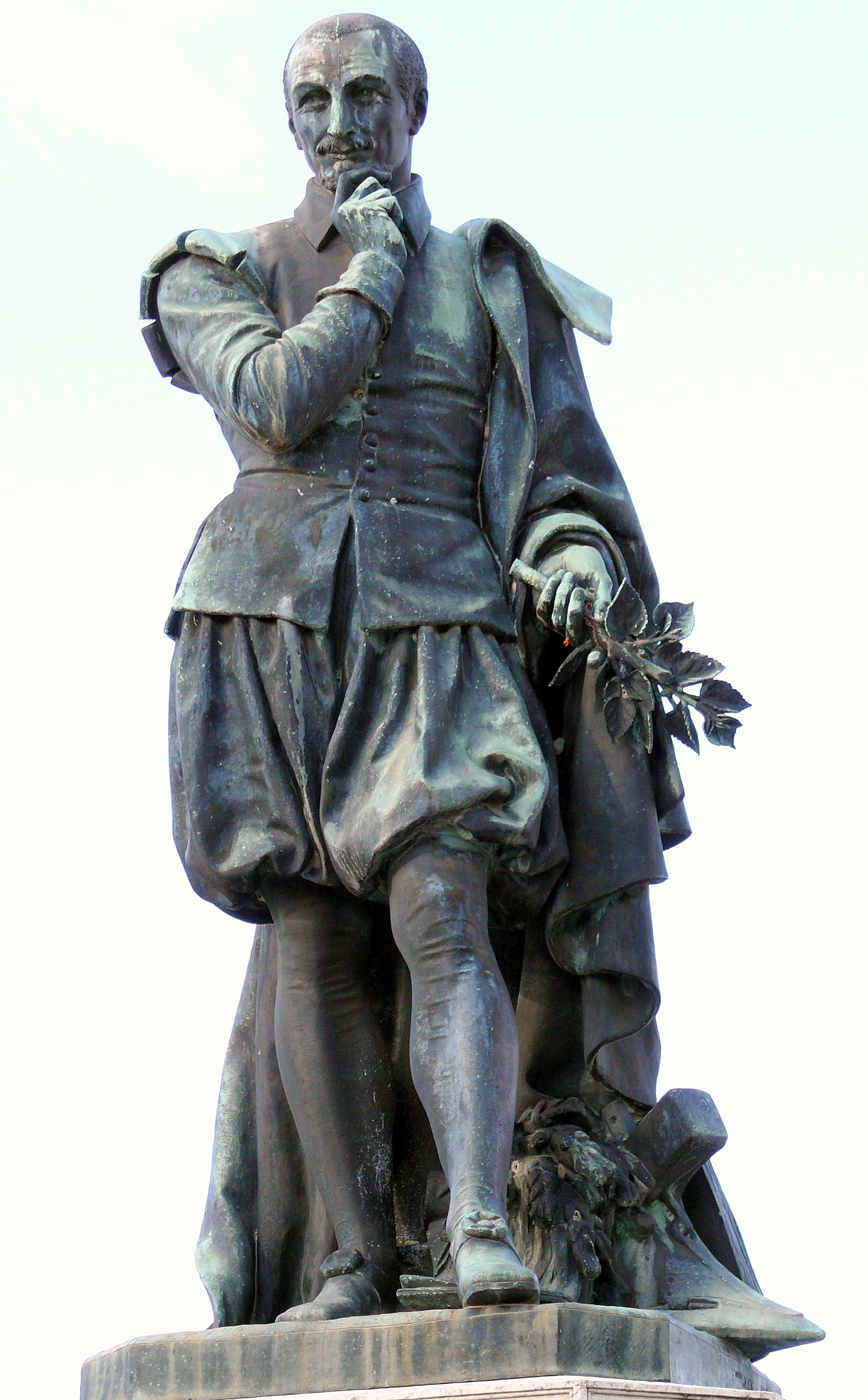
Estatua de Olivier Serres (instituída em 1804)

## Obras
Publicou em 1600 Le théatre d'agriculture et mesnage des champs, Paris, Jamet-Métayer, obra que pode ser considerada como o primeiro curso de agricultura, economia rural e científica escrita na França. Parte do prefácio:
 Il y en a qui se mocquent de tous les livres d’Agriculture, et nous renvoyent aux paysans sans lettres, lesquels ils disent estre les seuls juges compétans de ceste matière, comme fondés sur l’expérience, seule et seure reigle de cultiver les champs. Certes, pour bien faire quelque chose, il la faut bien entendre premièrement. Il couste trop cher de refaire une besogne mal faicte, et surtout en l’agriculture, en la quelle on ne peut perdre les saisons sans grand dommage. Or, qui se fie à une générale expérience, au seul rapport des laboureurs, sans savoir pourquoi, il est en danger de faire des fautes mal réparables, et s’engarer souvent à travers champs sous le crédit de ses incertaines expériences.  

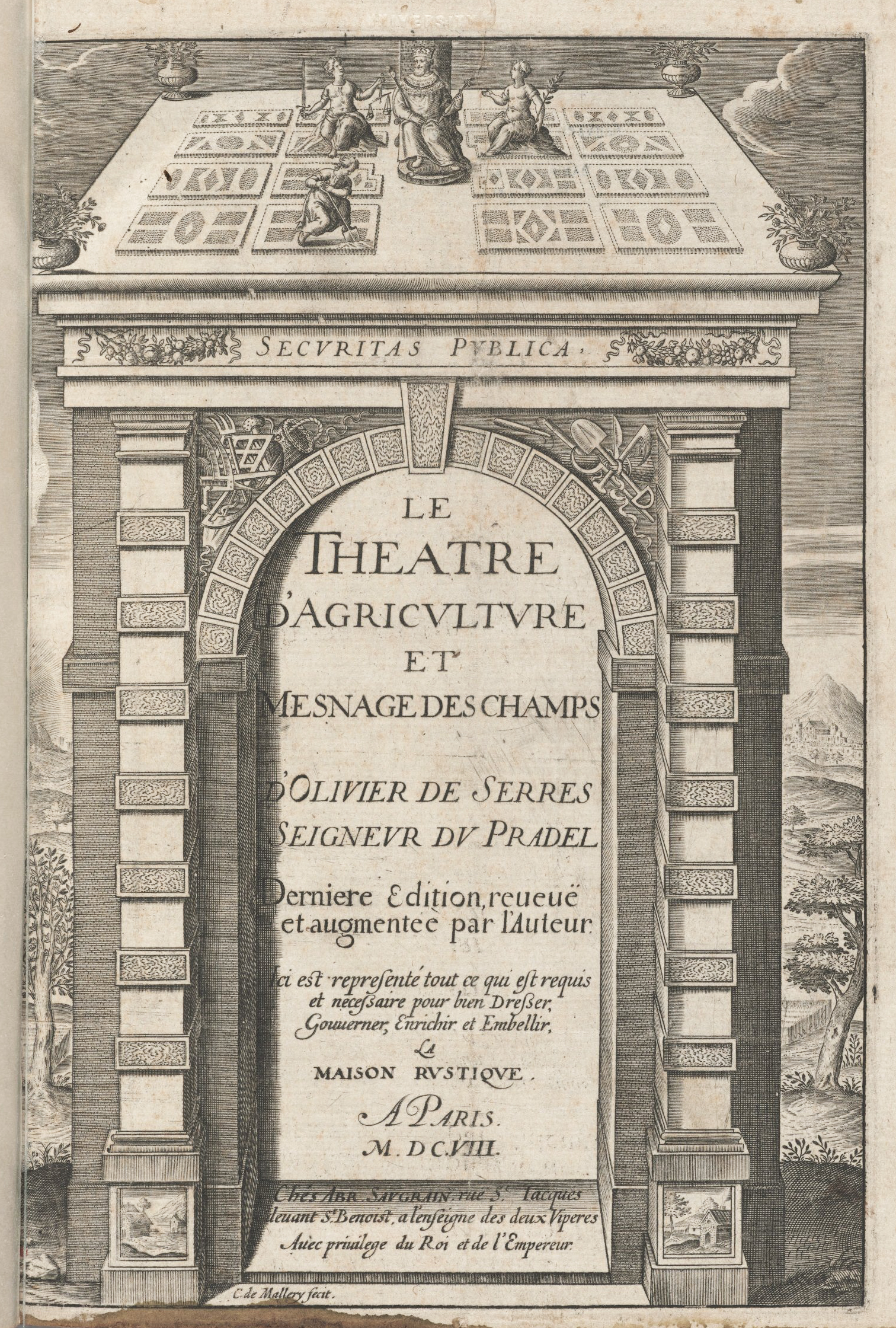
Théâtre d'Agriculture

O livro é dividido em nove capítulos, onde se analisam as diferentes atividades agronômicas, com a descrição e a organização de uma empresa, e, com o balanço de bens por proprietário. A expressão "Manejo de campos" revela o ponto central de sua obra e sua reflexão. O objetivo de seu discurso consiste na economia doméstica, a ordem e a disposição da casa de campo. Encontram-se também numerosas descrições de espécies, compreendendo as descrições habituais. 
A obra foi um pedido do rei Enrique IV de Francia, que se propôs a ler um capítulo por dia, o que proporcionou ao seu autor um grande prestígio.